# Scoparia ithyntis
Scoparia ithyntis là một loài bướm đêm trong họ Crambidae.